# Schwarzes Gleithörnchen
Das Schwarze Gleithörnchen (Aeromys tephromelas) ist ein Gleithörnchen aus der gleichnamigen Gattung (Aeromys). Es kommt auf dem südostasiatischen Festland in Thailand und der Halbinsel Malaysia mit der Insel Penang sowie auf den Inseln Sumatra und dem nördlichen Borneo vor.

## Merkmale
Das Schwarze Gleithörnchen erreicht eine Kopf-Rumpf-Länge von etwa 37 bis 39 Zentimetern sowie eine Schwanzlänge von etwa 39 bis 47 Zentimetern. Das Gewicht liegt bei etwa 1000 bis 1250 Gramm. Es gehört damit zu den größeren Gleithörnchenarten und ist in seiner Körpermasse etwa vergleichbar mit dem Gefleckten Riesengleithörnchen (Petaurista elegans), das ebenfalls in Südostasien vorkommt. Die Körperfärbung ist einfarbig schwarz bei der Nominatform und orangerot bei der Unterart A. t. phaeomelas.
Wie alle Zwerggleithörnchen hat es eine behaarte Gleithaut, die Hand- und Fußgelenke miteinander verbindet und durch eine Hautfalte zwischen den Hinterbeinen und dem Schwanzansatz vergrößert wird. Die Gleithaut ist muskulös und am Rand verstärkt, sie kann entsprechend angespannt und zum Erschlaffen gebracht werden, um die Richtung des Gleitflugs zu kontrollieren.

## Verbreitung

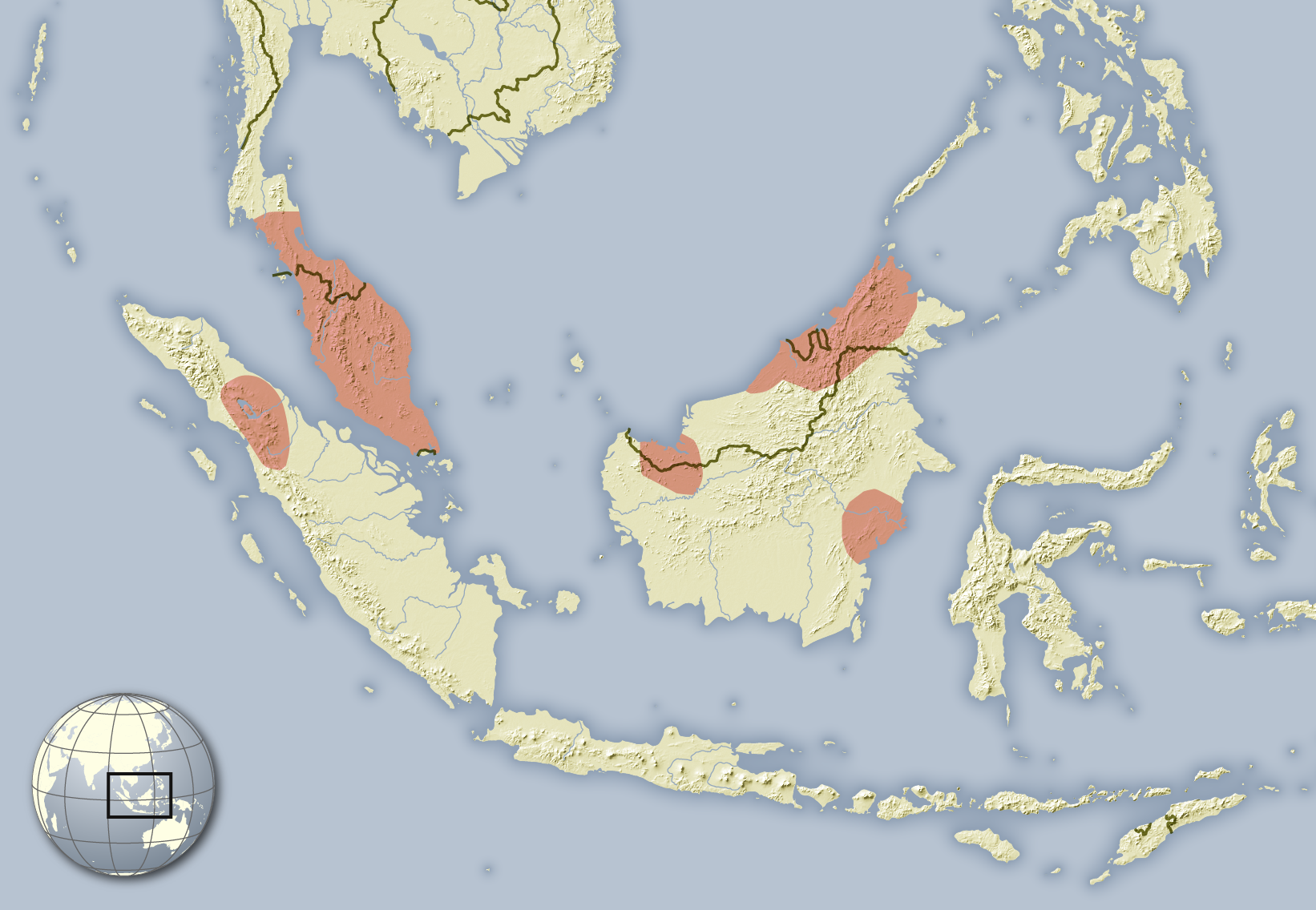
Verbreitungsgebiete des Schwarzen Gleithörnchens

Das Schwarze Gleithörnchen kommt auf dem südostasiatischen Festland in Thailand und der Halbinsel Malaysia mit der Insel Penang sowie auf den Inseln Sumatra und dem nördlichen Borneo vor. Dokumentationen des Schwarzen Gleithörnchens im Norden Thailands und Laos sind unbestätigt, es könnte sich dabei auch um melanistische Riesengleithörnchen gehandelt haben.

## Lebensweise
Das Schwarze Gleithörnchen kommt in verschiedenen Habitaten vor und passt sich sowohl an Primär- wie auch an Sekundärwälder der Niederungen an. Auch in Gärten kann es anzutreffen sein. Es ernährt sich von Samen, Früchten, Blättern und anderen Pflanzenteilen. Es entspricht in seiner Lebensweise anderen Gleithörnchen und ist baumlebend sowie weitestgehend nachtaktiv. Nester baut es in Baumhöhlen, wenn diese verfügbar sind.

## Systematik
Das Schwarze Gleithörnchen wird als eigenständige Art innerhalb der Gattung der Schwarzen Gleithörnchen (Aeromys) eingeordnet, die neben diesem nur noch das Thomas-Gleithörnchen (Aeromys thomasi) enthält. Die wissenschaftliche Erstbeschreibung stammt vom deutschen Zoologen Albert Günther aus dem Jahr 1873 als Pteromys tephromelas anhand eines Individuums von der malaiischen Insel Penang in der Straße von Malakka, das dem British Museum von George Douglas Campbell, 8. Duke of Argyll zur Verfügung gestellt wurde, sowie eines weiblichen Jungtiers.

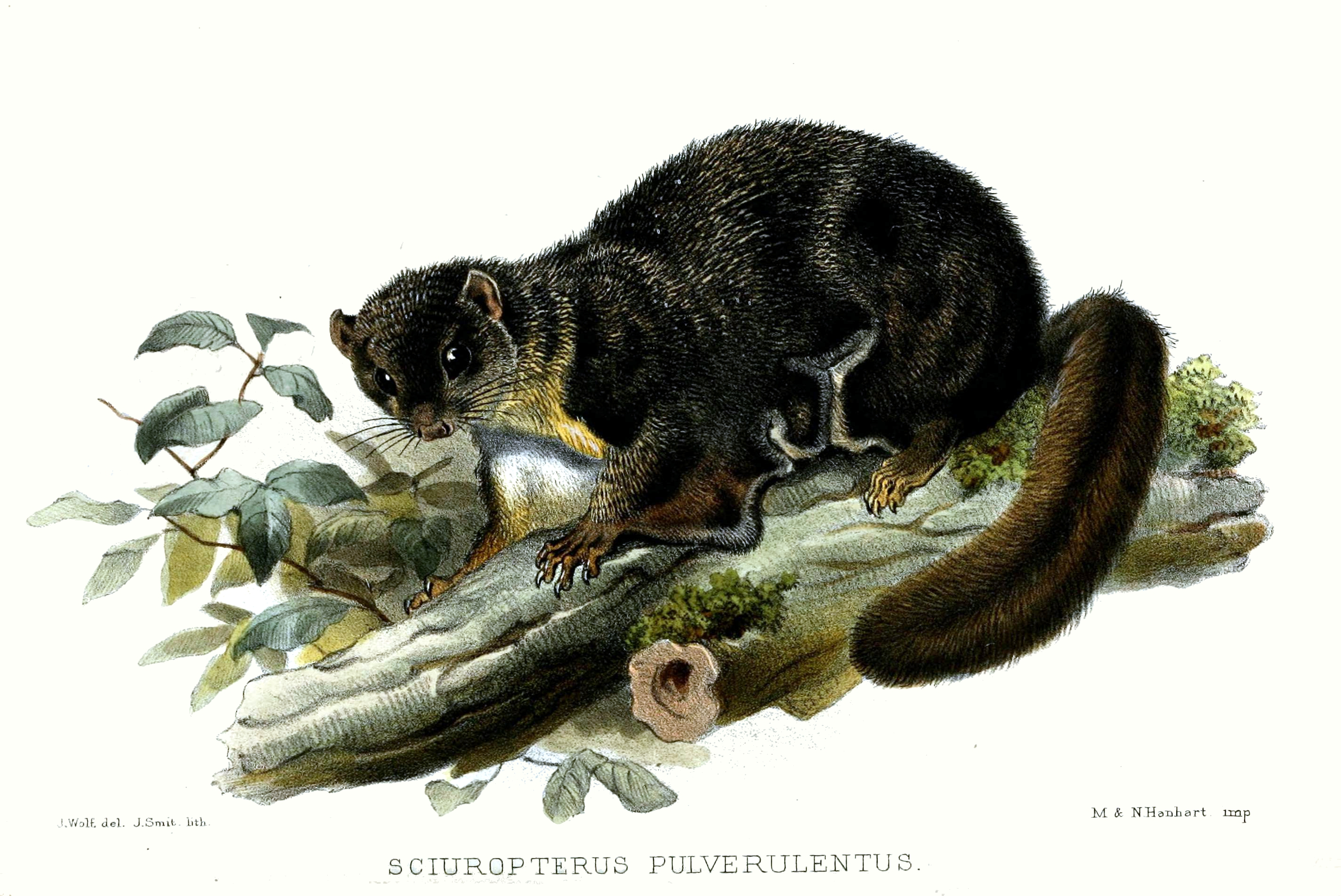
Das Rauchgraue Gleithörnchen (Pteromyscus pulverulentus) wurde 1873 gemeinsam mit dem Schwarzen Gleithörnchen von Albert Günther erstbeschrieben.
(Farblithografie von Joseph Smit in der Erstbeschreibung von 1873, nach einer Zeichnung von Joseph Wolf)

Die Erstbeschreibung erfolgte in der Ausgabe vom 1. April 1873 in den Proceedings of the Zoological Society of London, in denen Albert Günther neben dem Schwarzen Gleithörnchen auch Pteromys phaeomelas (heute als Unterart des Schwarzen Gleithörnchens betrachtet) sowie Sciuropterus pulverulentus, heute bekannt als Rauchgraues Gleithörnchen (Pteromyscus pulverulentus), beschrieb.
Innerhalb der Art werden zwei Unterarten unterschieden:
- A. t. tephromelas (Nominatform) im gesamten Verbreitungsgebiet mit Ausnahme des indonesischen Teils der Insel Borneo (Kalimantan)
- A. t. phaeomelas im indonesischen Teil der Insel Borneo (Kalimantan)

## Bestand, Gefährdung und Schutz
Das Schwarze Gleithörnchen wird von der International Union for Conservation of Nature and Natural Resources (IUCN) aufgrund der wenigen verfügbaren Daten zur Lebensweise und zu den Beständen nicht in eine Gefährdungskategorie eingeordnet, sondern als „data deficient“ gelistet. Potenzielle Gefährdungsursachen sind nicht bekannt, da die Art als sehr anpassungsfähig gegenüber Lebensraumveränderungen gilt.

## Belege
1. 1 2 3 4 5 6 7  Richard W. Thorington Jr., John L. Koprowski, Michael A. Steele: Squirrels of the World. Johns Hopkins University Press, Baltimore MD 2012; S. 122. ISBN 978-1-4214-0469-1
2. 1 2 3 4 5 6  Aeromys tephromelas in der Roten Liste gefährdeter Arten der IUCN 2014.1. Eingestellt von: K. Aplin, D. Lunde, J.W. Duckworth, B. Lee, R.J. Tizard, 2008. Abgerufen am 22. Juni 2014.
3. 1 2 3  Don E. Wilson & DeeAnn M. Reeder (Hrsg.): Aeromys tephromelas in Mammal Species of the World. A Taxonomic and Geographic Reference (3rd ed).
4. 1 2  Albert Günther: Description of three new Species of Flying Squirrels in the Collection of the British Museum. Proceedings of the Zoological Society of London 1873; S. 413 f. (Digitalisat, unvollständig)